# Gabe Sapolsky
Gabriel "Gabe" Sapolsky (nacido el 26 de septiembre de 1972) es un promotor de lucha libre profesional estadounidense y escritor creativo (Booker), enfocado principalmente en Evolve. Actualmente es el vicepresidente de relaciones de talento, creatividad y marketing de World Wrestling Network (WWN), y consultor para WWE. Sapolsky también ha ocupado varios puestos creativos y de marketing en la industria de la lucha profesional, en particular como asistente personal de Paul Heyman con Extreme Championship Wrestling, cofundador y jefe de relaciones de talento (Booker) en Ring of Honor y vicepresidente de Dragon Gate USA.

## Primeros años
Asistió a la Escuela Primaria Runkle y luego a la Escuela Secundaria Brookline , graduándose en 1990. Recibió su BA en Comunicaciones de la Universidad de Temple y se graduó en 1994.

## Carrera profesional de lucha libre
Sapolsky comenzó su carrera en Extreme Championship Wrestling (ECW) escribiendo un boletín de la compañía en septiembre de 1993. Sapolsky fue contratado a tiempo completo poco después de graduarse de la Universidad de Temple, casi al mismo tiempo que ECW abrió su primera oficina en Filadelfia. Sapolsky se convirtió en un protegido de Paul Heyman y manejó muchas responsabilidades diferentes, incluyendo marketing, promoción y relaciones públicas durante su permanencia en la empresa. Se convirtió en empleado oficial de RF Video en 2001, poco después del cierre de ECW.
En 2002, Sapolsky cofundó Ring of Honor (ROH) con el propietario de RF Video Rob Feinstein y fue nombrado el booker de la promoción. Introdujo un nuevo estilo de reserva. A medida que el booker de ROH, Sapolsky ganó lucha del observador Boletín's premio al mejor Booker cuatro años consecutivos de 2004 a 2007. Sapolsky fue también el Booker por completo Impact Pro (FIP), una promoción independiente en la Florida que se utiliza para ser la hermana hermana de ROH. Sapolsky usó el nombre del anillo, Jimmy Bower, para comentar. El 26 de octubre de 2008, ROH hizo un anuncio indicando que Gabe Sapolsky ya no estaba trabajando allí. Después de la partida de Gabe, también cesó sus roles con FIP.
El 14 de abril de 2009, Sapolsky anunció el lanzamiento de Dragon Gate USA (DGUSA) con él mismo como vicepresidente. El primer espectáculo de la promoción, Open the Historic Gate, se llevó a cabo el 25 de julio de 2009 en The Arena en Filadelfia, Pensilvania . Fue votado en 2009 por el Wrestling Observer Newsletter como el Show del año . DGUSA era la rama estadounidense de la popular promoción Dragon Gate de Japón y según esta conexión, presentaba a las principales estrellas de Japón y varios luchadores independientes en los Estados Unidos . A principios de 2010, Sapolsky cofundó Evolve junto con WWNDirector de Operaciones, Sal Hamaoui. Evolve comenzó como un medio para presentar luchadores con sede en Estados Unidos, mientras que DGUSA se centró en los luchadores japoneses. DGUSA celebró su último evento en 2014 y actualmente está inactivo.
Tras la latencia de DGUSA, en agosto de 2014, EVOLVE fue relanzado. Evolve y DGUSA se convirtieron en filiales de la empresa matriz World Wrestling Network (WWN) . En 2011, WWN lanzó su servicio de transmisión iPPV en vivo, www.WWNLive.com, donde Sapolsky ayudó a comercializar y producir la infraestructura para iniciar WWNLive.com. Poco después, WWN realizó su primera "Supershows" con una gira de dos semanas por China. El primer WWN Supershow en los Estados Unidos también tuvo lugar en 2014. La idea detrás del WWN Supershow es combinar los títulos y el talento de todas las marcas de WWN, así como atracciones especiales para invitados a las promociones afiliadas. WWN firmó un acuerdo para proporcionar contenido a FloSports y ayudar a lanzar el canal FloSlam.TV en noviembre de 2016. El acuerdo se centró en EVOLVE, pero contó con más marcas bajo el paraguas de WWN. El acuerdo de FloSports permitió a Sapolsky cofundar Style Battle, una promoción basada en torneos en cada evento. Sapolsky también regresó como jefe de reservas de FIP. Sin embargo, FloSlam presentó una demanda contra WWN el 15 de septiembre de 2017, terminando la relación. El 10 de enero de 2018, Sapolsky firmó un contrato con WWE como consultor. Fue despedido en enero de 2022. En septiembre del mismo año, fue contratado de nuevo como miembro del equipo creativo. 

## Otros medios
Sapolsky ha aparecido en el DVD de la WWE y en los lanzamientos de red de My Name Is Paul Heyman y Journey to Summerslam: The Destruction of The Shield , con el exmentor Heyman y el ex talento de DGUSA y ROH en Dean Ambrose y Seth Rollins.
Mick Foley mencionó a Sapolsky en su libro "Foley es bueno", un best-seller # 1 del New York Times. El ex campeón mundial de ROH , Daniel Bryan, mencionó prominentemente a Sapolsky en su libro, "Sí: mi viaje improbable al evento principal de WrestleMania", otro best seller. En el libro, Bryan escribe: "Fue la primera vez que alguien me eligió para ser" el Hombre ", la única vez, de verdad, y no puedo agradecer lo suficiente a Gabe, ROH y los fanáticos de ROH por darme la oportunidad ser el tipo que lleva la promoción ".

## Premios y logros
- Wrestling Observer Newsletter awards

- Best Booker (2004–2007)